# 七虎力河
七虎力河，位于中华人民共和国黑龙江省桦南县南部的一条河流，是倭肯河右岸支流，发源于桦南县东部桦南林业局红光林场梨树沟工段以北完达山阿尔哈山，南流至曙光村转西流，经石头河镇，横贯桦南县南部地区，于闫家镇桦兴村西北汇入倭肯河。河流全长84千米，流域面积1750平方千米，河道平均比降5.0‰，年均径流量1.81亿立方米。石头河镇以上流经崇山峻岭，河谷狭窄，水流湍急，沿岸森林茂盛；石河子镇以下地势逐渐平缓，两岸土质肥沃，气候温和，种植大豆、玉米、水稻等，是黑龙江省商品粮基地和农副产品出口基地。